# Turujansk
Turujansk (ruso: Туруханск) es un pueblo (seló) del krai de Krasnoyarsk, en Rusia, a 1474 km de Krasnoyarsk, la capital del krai. Es capital del raión del mismo nombre. Se sitúa en la confluencia de los ríos Tunguska inferior y Yeniséi, y 20 km al sur de que este reciba al río Turuján. La marta cibelina que muestra en su escudo es recuerdo del pasado como centro de exportación de pieles.

## Demografía
| 1879 | 1989  | 2002  | 2006  |
| ---- | ----- | ----- | ----- |
| 200  | 8.900 | 4.849 | 4.800 |

## Clima
- Temperatura media anual: -6,6 °C.
- Temperatura media del mes más frío (enero): -26,8 °C.
- Temperatura media del mes más caluroso (julio): 16,1 °C.
- Precipitaciones medias anuales: 449,5mm.

| Parámetros climáticos promedio de Turujansk (1991-2020) | Parámetros climáticos promedio de Turujansk (1991-2020) | Parámetros climáticos promedio de Turujansk (1991-2020) | Parámetros climáticos promedio de Turujansk (1991-2020) | Parámetros climáticos promedio de Turujansk (1991-2020) | Parámetros climáticos promedio de Turujansk (1991-2020) | Parámetros climáticos promedio de Turujansk (1991-2020) | Parámetros climáticos promedio de Turujansk (1991-2020) | Parámetros climáticos promedio de Turujansk (1991-2020) | Parámetros climáticos promedio de Turujansk (1991-2020) | Parámetros climáticos promedio de Turujansk (1991-2020) | Parámetros climáticos promedio de Turujansk (1991-2020) | Parámetros climáticos promedio de Turujansk (1991-2020) | Parámetros climáticos promedio de Turujansk (1991-2020) |
| Mes                                                     | Ene.                                                    | Feb.                                                    | Mar.                                                    | Abr.                                                    | May.                                                    | Jun.                                                    | Jul.                                                    | Ago.                                                    | Sep.                                                    | Oct.                                                    | Nov.                                                    | Dic.                                                    | Anual                                                   |
| ------------------------------------------------------- | ------------------------------------------------------- | ------------------------------------------------------- | ------------------------------------------------------- | ------------------------------------------------------- | ------------------------------------------------------- | ------------------------------------------------------- | ------------------------------------------------------- | ------------------------------------------------------- | ------------------------------------------------------- | ------------------------------------------------------- | ------------------------------------------------------- | ------------------------------------------------------- | ------------------------------------------------------- |
| Temp. máx. abs. (°C)                                    | 0.5                                                     | 0.8                                                     | 8.7                                                     | 15.6                                                    | 28.3                                                    | 33.2                                                    | 35.5                                                    | 31.1                                                    | 24.9                                                    | 16.9                                                    | 3.4                                                     | 1.1                                                     | 35.5                                                    |
| Temp. máx. media (°C)                                   | -21.6                                                   | -17.9                                                   | -7.8                                                    | -0.1                                                    | 6.7                                                     | 18.1                                                    | 21.9                                                    | 17.6                                                    | 9.6                                                     | -1.6                                                    | -14.9                                                   | -19.6                                                   | -0.8                                                    |
| Temp. media (°C)                                        | -25.5                                                   | -22.4                                                   | -13.6                                                   | -5.9                                                    | 1.9                                                     | 12.6                                                    | 16.6                                                    | 13.0                                                    | 5.9                                                     | -4.3                                                    | -18.7                                                   | -23.4                                                   | -5.3                                                    |
| Temp. mín. media (°C)                                   | -29.5                                                   | -26.5                                                   | -18.7                                                   | -11.3                                                   | -2.4                                                    | 7.8                                                     | 11.6                                                    | 9.1                                                     | 2.9                                                     | -6.9                                                    | -22.5                                                   | -27.4                                                   | -9.5                                                    |
| Temp. mín. abs. (°C)                                    | -57.0                                                   | -55.3                                                   | -50.0                                                   | -42.0                                                   | -26.6                                                   | -8.2                                                    | 0.1                                                     | -2.9                                                    | -17.6                                                   | -39.7                                                   | -50.0                                                   | -55.2                                                   | -57.0                                                   |
| Precipitación total (mm)                                | 35                                                      | 31                                                      | 35                                                      | 35                                                      | 44                                                      | 60                                                      | 63                                                      | 84                                                      | 66                                                      | 82                                                      | 52                                                      | 45                                                      | 632                                                     |
| Nevadas (cm)                                            | 75                                                      | 89                                                      | 99                                                      | 94                                                      | 38                                                      | 0                                                       | 0                                                       | 0                                                       | 0                                                       | 10                                                      | 36                                                      | 58                                                      | 499                                                     |
| Días de lluvias (≥ 1 mm)                                | 0                                                       | 0                                                       | 1                                                       | 6                                                       | 13                                                      | 19                                                      | 17                                                      | 20                                                      | 20                                                      | 10                                                      | 1                                                       | 0.1                                                     | 107.1                                                   |
| Días de nevadas (≥ 1 mm)                                | 28                                                      | 26                                                      | 24                                                      | 21                                                      | 15                                                      | 3                                                       | 0                                                       | 0.2                                                     | 7                                                       | 26                                                      | 27                                                      | 28                                                      | 205.2                                                   |
| Humedad relativa (%)                                    | 76                                                      | 76                                                      | 73                                                      | 65                                                      | 64                                                      | 64                                                      | 69                                                      | 77                                                      | 79                                                      | 84                                                      | 80                                                      | 77                                                      | 73.7                                                    |
| Fuente: Погода и климат                                 |                                                         |                                                         |                                                         |                                                         |                                                         |                                                         |                                                         |                                                         |                                                         |                                                         |                                                         |                                                         |                                                         |

## Historia
Turujansk es uno de los primeros establecimientos rusos en Siberia, fundado en 1607, como campamento de invierno para comerciantes y cosacos. Después de los desastrosos incendios ocurridos en 1619, 1642 y 1662, en Mangazeia, Turujansk recibió una buena parte de la población de la antigua colonia, y pasó a llamarse Nóvaya Mangazeya (Новая Мангазея). Fue construido un fuerte de madera con cañones en 1677. Aquí se celebraba una de las ferias principales de Siberia. La localidad recibió el estatus de ciudad en 1785, como uyedz, pero declinó después de 1822, pasando a tener hacia 1897 solamente 200 habitantes, de modo que en 1925 se le retiró el estatus de ciudad.
Tanto en el Imperio ruso como en la Unión Soviética, Turujansk fue a menudo un lugar de exilio político. Aquí estuvieron exiliados Yuli Mártov, Yákov Sverdlov, Iósif Stalin, Lev Kámenev, la hija de Marina Tsvetáyeva, Ariadna Efrón, y el arzobispo Luká Voyno-Yasenetski (Лука Войно-Ясенецкий).

## Economía
En el raión de Turujansk, en 1988, se descubrió el campo petrolífero de Vankor, a unos 130km al oeste de Igarka. las reservas estimadas son unos 220 millones de petróleo bruto y cerca de 90.000 millones de metros cúbicos de gas. Su explotación debía empezar en 2008 mediante un oleoducto que llevara la materia a Dikson, sobre el mar de Kara.
El embalse de Turujansk, con la mayor central hidroeléctrica de Rusia, debe ser construido de aquí al 2018, sobre el curso del Tunguska inferior, cerca de la localidad.

## Galería

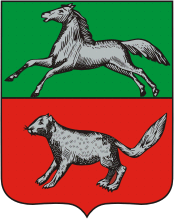
Escudo de armas de Turujansk en 1804
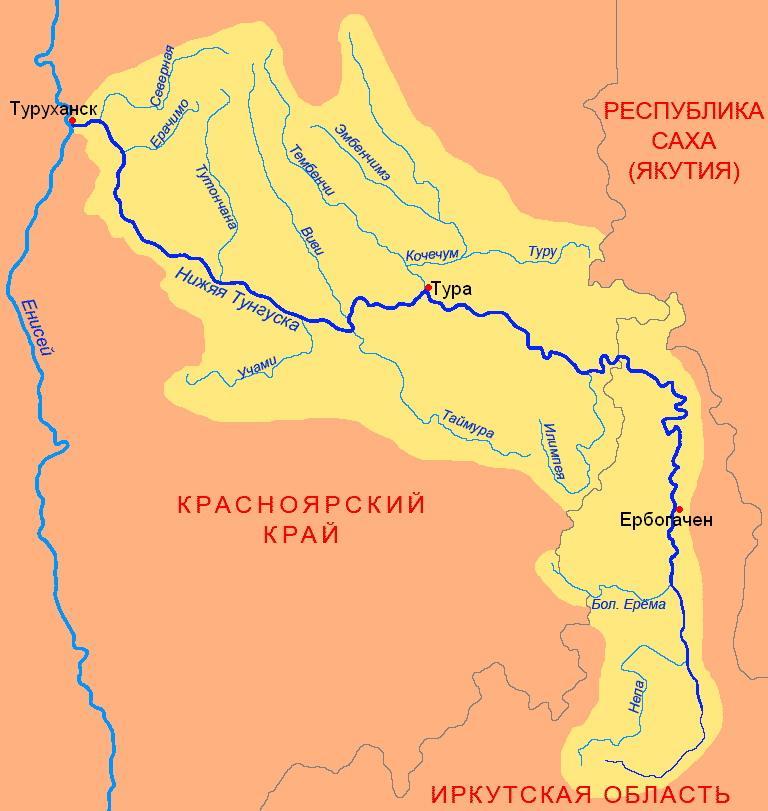
Turujansk (Туруханск) en un mapa del río Tunguska Inferior
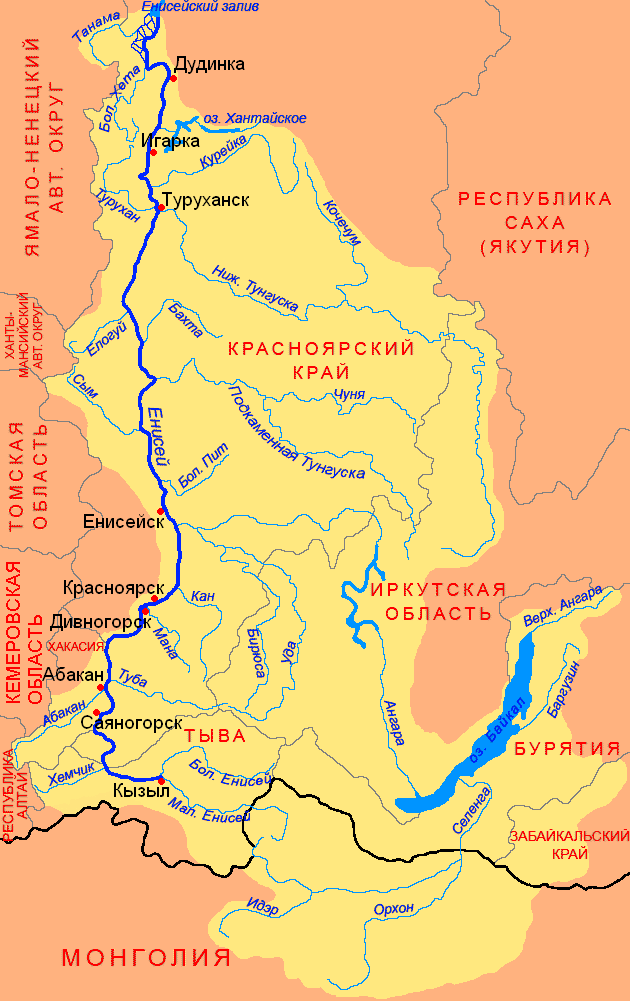
Y en un mapa del Yeniséi
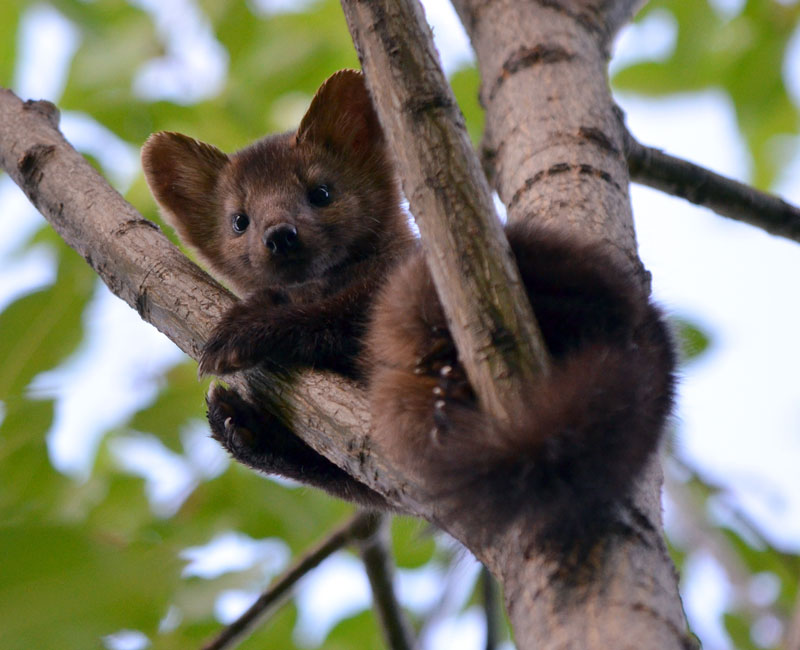
Marta cibelina, muy común en Turujansk